# Oakwood, Texas
Oakwood är en kommun (town) i Freestone County, och Leon County, i Texas. Vid 2010 års folkräkning hade Oakwood 510 invånare.